# IC 121
IC 121 је спирална галаксија у сазвјежђу Кит која се налази на листи објеката дубоког неба у Индекс каталогу.
Деклинација објекта је + 2° 30' 46" а ректасцензија 1h 28m 21,7s. Привидна величина (магнитуда) објекта IC 121 износи 13,6 а фотографска магнитуда 14,4. Налази се на удаљености од 116,887 милиона парсека од Сунца. IC 121 је још познат и под ознакама UGC 1053, MCG 0-4-159, CGCG 385-154, IRAS 01257+0215, PGC 5492.